# Henri Barboux
Pour les articles homonymes, voir Barboux.
Henri Barboux, né à Châteauroux le 24 septembre 1834 et mort à Paris le 25 avril 1910, est un avocat français.

## Biographie
D'origine berrichonne, Henri Barboux se destinait aux études scientifiques lorsque le coup d'État, son père proscrit, l'obligèrent à se donner au barreau.
Il est notamment l'avocat de Sarah Bernhardt, lors du procès qui l'oppose à la Comédie-Française, et celui de Ferdinand de Lesseps, lors du scandale de Panama. Il est élu membre de l'Académie française en 1907. Il est également collaborateur de la Revue politique et parlementaire et président de l'Union libérale républicaine (groupement politique faisant partie de la tradition du Centre gauche des années 1870, très modérément républicain, libéral et conservateur). Ses Discours et plaidoyers ont été réunis en trois volumes et publiés en 1889-1890.
Le 24 mai 1907, il est élu à l'Académie française au 7e tour. Il avait comme concurrents Jules Delafosse, Pierre de Nolhac et Jean Richepin ; lui-même allait remplacer Brunetière. Le 20 février 1908 il prononça son discours de réception. Il remercia l'Académie de l'avoir choisi pour remplacer « un des maîtres de la critique et de la morale sociale ». Jules Clarétie répondit au récipiendaire.